# George Ogan
George Ogan (* 20. Juli 1938) ist ein ehemaliger nigerianischer Drei- und Weitspringer.
1964 schied er bei den Olympischen Spielen in Tokio im Dreisprung in der Qualifikation aus.
Bei den British Empire and Commonwealth Games 1966 in Kingston gewann er im Dreisprung Silber mit seiner persönlichen Bestweite von 16,08 m und wurde Zehnter im Weitsprung.
1970 wurde er bei den British Commonwealth Games in Edinburgh Neunter im Weitsprung und scheiterte im Dreisprung in der Qualifikation.